# Nathan Cooper (homme politique canadien)
Nathan Matthew Cooper, né en 1980, est un homme politique canadien, membre du Parti conservateur uni. 
De 2019 à 2025, il est président de l'Assemblée législative de l'Alberta. 

## Carrière politique
Il est élu à l'Assemblée législative de l'Alberta lors de l'élection provinciale le 5 mai 2015 et à nouveau le 16 avril 2019. Il représente la circonscription d'Olds-Didsbury-Three Hills en tant qu'un membre du Parti Wildrose puis du Parti conservateur uni. 
Le 21 mai 2019, l'honorable Nathan Cooper a été élu par ses collègues députés 14e président de l'Assemblée législative de l'Alberta. Il est le plus jeune à occuper ce poste depuis 1936. Il a été élu par une majorité des députés dans un vote confidentiel. Son  adversaire était Heather Sweet, la députée néo-démocrate de la circonscription d’Edmonton-Manning, qui a été vice-présidente des comités durant la dernière législature. 
Auparavant, il a siégé au Comité permanent des privilèges et élections, du Règlement et de l’impression, au Comité permanent des bureaux du Parlement et au Comité spécial des services aux députés. 
Avant de siéger à l'Assemblée législative, M. Cooper occupait le poste de chef de cabinet et de directeur des affaires législatives du Parti Wildrose. Auparavant, il a exercé deux mandats en tant que conseiller pour la ville de Carstairs.

## Engagements associatifs
Très impliqué dans le programme des 4-H depuis son plus jeune âge, M. Cooper a remporté de nombreux prix de prise de parole en public et continue à soutenir les 4-H en tant que juge bénévole. M. Cooper a également eu le privilège d'être un étudiant participant à un échange avec le Rotary Club en 1998 et continue à soutenir le Rotary club aujourd'hui.

## Vie privée
M. Cooper et son épouse, Tanya, élèvent trois enfants - Porter, Paxton et Peyton - dans leur ville natale de Carstairs.